# Olga Alexandrovna Ruská
Velkokněžna Olga Alexandrovna Ruská (13. června 1882, Petrohrad, Rusko – 24. listopadu 1960, Toronto, Kanada) byla ruská velkokněžna, nejmladší dcera cara Alexandra III. Alexandroviče a jeho manželky Marie Fjodorovny. 

## Život

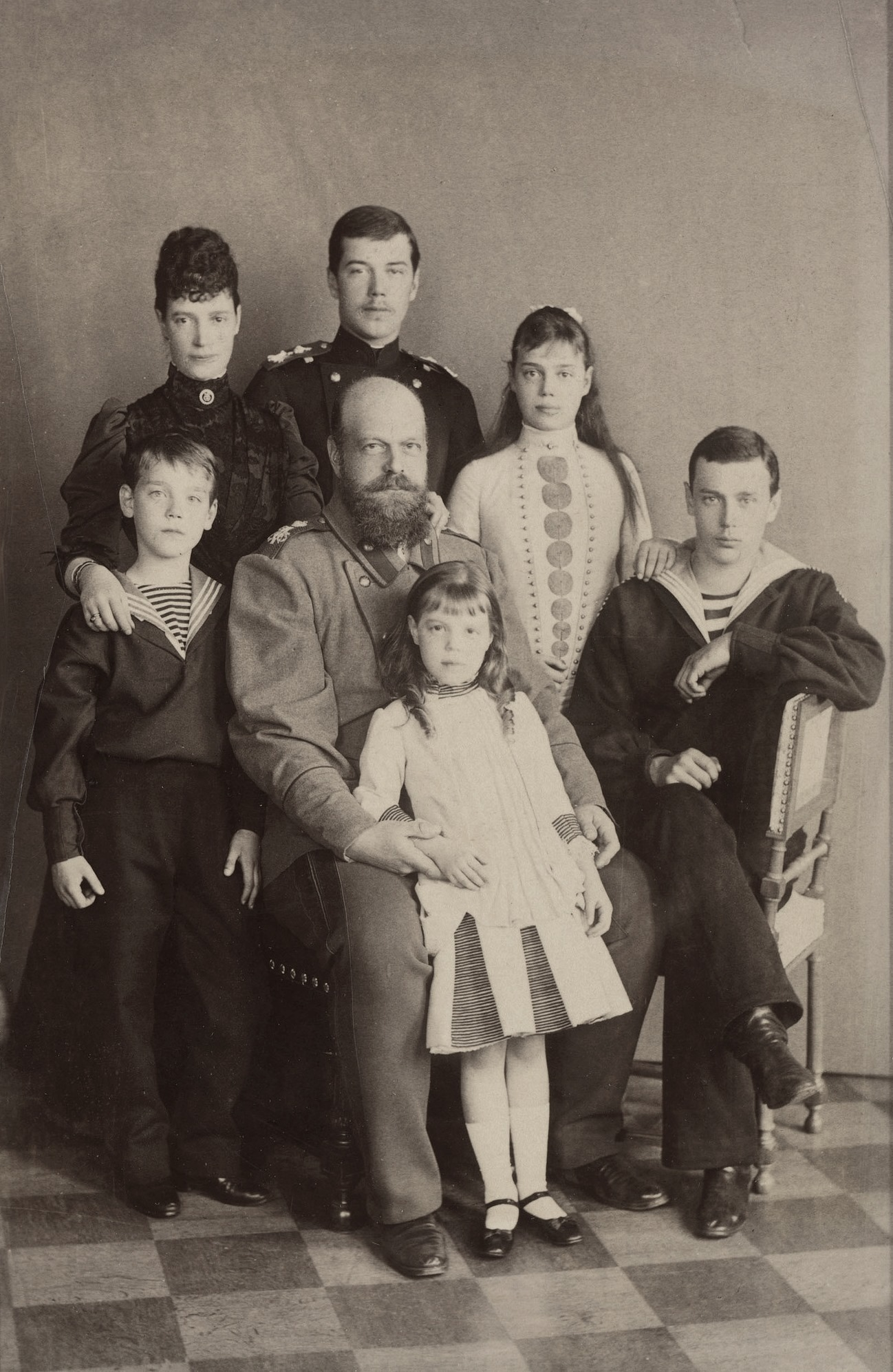
Olga (vepředu uprostřed) s otcem Alexandrem III., 1888. Za nimi (zleva doprava) sourozenci s matkou:Michail, Marie Fjodorovna, Mikuláš, Xenie a Georgij

Olga byla nejmladším dítětem Alexandra III. a Marie Fjodorovny. Narodila se za otcova panování v Peterhofu, západně od Petrohradu. Narození bylo podle tradice oznámeno salvou sto jednoho děla z rampy Petropavlovské pevnosti a obdobnými salvami po celé Rusi. Na doporučení své sestry Alexandry svěřila ji matka do péče anglické vychovatelky Elizabeth Franklinové.
Carská rodina byla častým terčem atentátníků, kvůli osobní bezpečnosti byla vychovávána ve venkovském paláci v Gatčině, přibližně 80 km západně od centra Petrohradu. Olga a její sourozenci však neměli přivyknout bohatosti dřívějšího životního stylu. Podmínky v dětském pokoji byly skromné, téměř spartánské. Spali na tvrdých táborových lůžkách, vstávali za úsvitu, umývali se ve studené vodě a k snídani mívali ovesnou kaši.
Gatčinu poprvé opustila v časném podzimu roku 1888, kdy carská rodina navštívila Kavkaz. Zpáteční vlak 29. října, když se blížil k městečku Borki, v rychlosti vykolejil. Olga s rodiči a čtyřmi sourozenci právě obědvali v jídelním voze, když se vlak zakymácel a pak vyjel mimo trať.
Vztahy s matkou byly od dětství napjaté, vřelé vztahy naopak udržovala s otcem. Ten zemřel v jejích dvanácti letech a na trůn nastoupil bratr Mikuláš.
V roce 1901 se provdala za knížete Petra Alexandroviče Oldenburského, kterého rodina i přátelé považovali za homosexuála. Manželství zůstalo nekonzumováno, manželé žili odděleně, Petr Alexandrovič odmítl první návrh k rozvodu, nakonec bylo manželství carem anulováno v říjnu 1916. Příští měsíc si Olga vzala dragounského důstojníka Nikolaje Alexandroviče Kulikovského do kterého se o několik let dříve zamilovala. Během první světové války sloužila na frontě jako zdravotní sestra a byla vyznamenána medailí za statečnost. Po únorové revoluci a svržení Romanovců uprchla spolu s manželem a dětmi na Krym, kde žili ve stálých obavách, neboť její bratr a rodina byli zavražděni bolševiky.
Se druhým manželem a dvěma syny uprchla Olga v únoru 1920 z Ruska. Připojila se k matce žijící v Dánsku, kterou doprovázela jako společnice a sekretářka. Často ji vyhledávali podvodníci, kteří se vydávali za její mrtvé příbuzné, s patrně nejznámější podvodnicí Annou Andersonovou se setkala v roce 1925 v Berlíně. Po smrti carevny vdovy v roce 1928 zakoupili manželé mléčnou farmu v Ballerupu nedaleko Kodaně. Tady vedla jednoduchý život, pracovala na farmě, starala se o oba syny a malovala. Za svůj život vytvořila více než dva tisíce děl, což přinášelo mimořádné příjmy její rodině a umožňovalo věnovat se charitě.
Když se v roce 1948 cítila ohrožena stalinským režimem, přesídlila celá rodina na farmu v Ontariu v Kanadě. S pokročilým věkem se usídlila v bungalovu v Cooksville v Ontariu, plukovník Kulikovskij zde zemřel v roce 1958. Když se o dva roky později zhoršilo její zdraví, přestěhovala se s oddanými přáteli do malého bytu na východě Toronta. Tady, sedm měsíců po smrti starší sestry Xenie, zemřela ve věku 78 let. Již na konci života byla označována za poslední ruskou velkokněžnu.

## Vývod z předků
|                   |                                                               |  |                                                          |                                        |  |  |  |  |  |  |  | Pavel I. Ruský |
|                   |                                                               |  |                                                          |                                        |  |  |  |  |  |  |  |                |
|                   | Mikuláš I. Pavlovič                                           |  |                                                          |                                        |  |  |  |  |  |  |  |                |
|                   |                                                               |  |                                                          |                                        |  |  |  |  |  |  |  |                |
|                   |                                                               |  |                                                          | Žofie Dorota Württemberská             |  |  |  |  |  |  |  |                |
|                   |                                                               |  |                                                          |                                        |  |  |  |  |  |  |  |                |
|                   | Alexandr II. Nikolajevič                                      |  |                                                          |                                        |  |  |  |  |  |  |  |                |
|                   |                                                               |  |                                                          |                                        |  |  |  |  |  |  |  |                |
|                   |                                                               |  |                                                          | Fridrich Vilém III.                    |  |  |  |  |  |  |  |                |
|                   |                                                               |  |                                                          |                                        |  |  |  |  |  |  |  |                |
|                   | Šarlota Pruská                                                |  |                                                          |                                        |  |  |  |  |  |  |  |                |
|                   |                                                               |  |                                                          |                                        |  |  |  |  |  |  |  |                |
|                   |                                                               |  |                                                          | Luisa Meklenbursko-Střelická           |  |  |  |  |  |  |  |                |
|                   |                                                               |  |                                                          |                                        |  |  |  |  |  |  |  |                |
|                   | Alexandr III. Alexandrovič                                    |  |                                                          |                                        |  |  |  |  |  |  |  |                |
|                   |                                                               |  |                                                          |                                        |  |  |  |  |  |  |  |                |
|                   |                                                               |  |                                                          | Ludvík I. Hesenský                     |  |  |  |  |  |  |  |                |
|                   |                                                               |  |                                                          |                                        |  |  |  |  |  |  |  |                |
|                   | Ludvík II. Hesenský                                           |  |                                                          |                                        |  |  |  |  |  |  |  |                |
|                   |                                                               |  |                                                          |                                        |  |  |  |  |  |  |  |                |
|                   |                                                               |  |                                                          | Luisa Hesensko-Darmstadtská            |  |  |  |  |  |  |  |                |
|                   |                                                               |  |                                                          |                                        |  |  |  |  |  |  |  |                |
|                   | Marie Alexandrovna                                            |  |                                                          |                                        |  |  |  |  |  |  |  |                |
|                   |                                                               |  |                                                          |                                        |  |  |  |  |  |  |  |                |
|                   |                                                               |  |                                                          | Karel Ludvík Bádenský                  |  |  |  |  |  |  |  |                |
|                   |                                                               |  |                                                          |                                        |  |  |  |  |  |  |  |                |
|                   | Vilemína Luisa Bádenská                                       |  |                                                          |                                        |  |  |  |  |  |  |  |                |
|                   |                                                               |  |                                                          |                                        |  |  |  |  |  |  |  |                |
|                   |                                                               |  |                                                          | Amálie Hesensko-Darmstadtská           |  |  |  |  |  |  |  |                |
|                   |                                                               |  |                                                          |                                        |  |  |  |  |  |  |  |                |
| Olga Alexandrovna |                                                               |  |                                                          |                                        |  |  |  |  |  |  |  |                |
|                   |                                                               |  |                                                          |                                        |  |  |  |  |  |  |  |                |
|                   |                                                               |  | Fridrich Karel Ludvík Schleswig-Holstein-Sonderburg-Beck |                                        |  |  |  |  |  |  |  |                |
|                   |                                                               |  |                                                          |                                        |  |  |  |  |  |  |  |                |
|                   | Fridrich Vilém Šlesvicko-Holštýnsko-Sonderbursko-Glücksburský |  |                                                          |                                        |  |  |  |  |  |  |  |                |
|                   |                                                               |  |                                                          |                                        |  |  |  |  |  |  |  |                |
|                   |                                                               |  |                                                          | Frederika Schliebenská                 |  |  |  |  |  |  |  |                |
|                   |                                                               |  |                                                          |                                        |  |  |  |  |  |  |  |                |
|                   | Kristián IX.                                                  |  |                                                          |                                        |  |  |  |  |  |  |  |                |
|                   |                                                               |  |                                                          |                                        |  |  |  |  |  |  |  |                |
|                   |                                                               |  |                                                          | Karel Hesensko-Kasselský               |  |  |  |  |  |  |  |                |
|                   |                                                               |  |                                                          |                                        |  |  |  |  |  |  |  |                |
|                   | Luisa Karolina Hesensko-Kasselská                             |  |                                                          |                                        |  |  |  |  |  |  |  |                |
|                   |                                                               |  |                                                          |                                        |  |  |  |  |  |  |  |                |
|                   |                                                               |  |                                                          | Luisa Dánská a Norská                  |  |  |  |  |  |  |  |                |
|                   |                                                               |  |                                                          |                                        |  |  |  |  |  |  |  |                |
|                   | Marie Fjodorovna                                              |  |                                                          |                                        |  |  |  |  |  |  |  |                |
|                   |                                                               |  |                                                          |                                        |  |  |  |  |  |  |  |                |
|                   |                                                               |  |                                                          | Fridrich Hesensko-Kasselský            |  |  |  |  |  |  |  |                |
|                   |                                                               |  |                                                          |                                        |  |  |  |  |  |  |  |                |
|                   | Vilém Hesensko-Kasselský                                      |  |                                                          |                                        |  |  |  |  |  |  |  |                |
|                   |                                                               |  |                                                          |                                        |  |  |  |  |  |  |  |                |
|                   |                                                               |  |                                                          | Karolina Nasavsko-Usingenská           |  |  |  |  |  |  |  |                |
|                   |                                                               |  |                                                          |                                        |  |  |  |  |  |  |  |                |
|                   | Luisa Hesensko-Kasselská                                      |  |                                                          |                                        |  |  |  |  |  |  |  |                |
|                   |                                                               |  |                                                          |                                        |  |  |  |  |  |  |  |                |
|                   |                                                               |  |                                                          | Frederik Dánský                        |  |  |  |  |  |  |  |                |
|                   |                                                               |  |                                                          |                                        |  |  |  |  |  |  |  |                |
|                   | Luisa Šarlota Dánská                                          |  |                                                          |                                        |  |  |  |  |  |  |  |                |
|                   |                                                               |  |                                                          |                                        |  |  |  |  |  |  |  |                |
|                   |                                                               |  |                                                          | Žofie Frederika Meklenbursko-Zvěřínská |  |  |  |  |  |  |  |                |
|                   |                                                               |  |                                                          |                                        |  |  |  |  |  |  |  |                |